# 永璜
愛新覚羅 永璜（あいしんかくら えいこう、雍正6年5月28日（1728年7月5日） - 乾隆15年3月15日（1750年4月21日））は、清の乾隆帝の第一皇子。母は哲憫皇貴妃。

## 生涯
永璜は雍正6年5月28日（1728年7月5日）に生まれた。生母の富察氏は雍正帝第四皇子宝親王（後の乾隆帝）の格格（妾）であった。
乾隆帝の最初の皇后孝賢純皇后が乾隆13年（1748年）に亡くなった際、永璜は皇帝の長子として葬儀に参加したが、乾隆帝から悲しんでいる様子が見られないとして、第三皇子永璋とともに叱責を受け、皇位を継ぐ資格を取り消された。
乾隆15年（1750年）に逝去した。乾隆帝は皇長子の死を悲しみ、厳しく接しすぎたことを悔やんだ。

## 家庭

### 妻妾
- 嫡福晋伊拉里氏
- 側福晋伊爾根覚羅氏

### 子女

#### 男子
- 長子：綿徳 - 生母は嫡福晋伊拉里氏。礼部郎中秦雄褒と私的なやり取りをしたために乾隆帝の怒りを買い、父から襲爵した親王位を取り上げられた。ただ、乾隆49年に長子奕純が生まれた際は、初曾孫として、乾隆帝を大いに喜ばせた。前妻は乾隆帝の第三皇女固倫和敬公主の長女大格格。後妻は伊爾根覚羅氏。（奕純の生母は伊爾根覚羅氏）
- 次子：綿恩 - 生母は側福晋伊爾根覚羅氏。利発で勤勉だったため、乾隆帝から寵愛を受け、綿徳にかわり、親王位を継いだ。

### 著名な子孫
清王朝最後の皇帝にして、最後の中華皇帝である溥儀の皇后婉容の生母愛新覚羅氏と婉容の継母愛新覚羅恒香は共に奕純の孫定慎郡王溥煦の孫である。

## 登場作品
- 如懿伝 〜紫禁城に散る宿命の王妃〜（2017年、中国、演：丁橋）